# SM U 9
Az SM U 9 a Német Császári Haditengerészet egyik petróleum-elektromos hajtású tengeralattjárója volt az első világháború idején. Ez az egység volt egy négy hajóból álló osztály névadója (U 9-osztály), melyhez az U 10, az U 11 és az U 12 tartozott még.
Ezen a tengeralattjárón sikerült először alámerülve újratölteni a torpedóvetőcsöveket 1914 júliusában és Otto Weddigen sorhajóhadnagy parancsnoksága alatt ez a tengeralattjáró süllyesztette el 1914. szeptember 22-én a brit Aboukir, Hogue és Cressy páncélos cirkálókat a holland partok közelében, mely akciót a tengeralattjárók által elért egyik legnagyobb hadi sikerként tartanak számon. Az eset után a világ összes haditengerészeténél újraértékelték a tengeralattjárók alkalmazhatóságát. Az U 9 a háború alatt öt ellenséges hadihajót süllyesztett el, többet, mint bármelyik más tengeralattjáró a konfliktus alatt.
A háború második felében kiképzési célokra alkalmazott U 9-et Nagy-Britanniának adták át a háború után, ahol hamarosan lebontották.

## Technikai leírás
A kettős hajótestű, nyílt tengeri használatra épült tengeralattjáró hossza 57,38 m, szélessége 6,00 m, merülése 3,13 m, vízkiszorítása a felszínen 493 t, alámerülve 611 t, a nyomásálló test átmérője 3,65 m volt. A legnagyobb merülési mélysége 50 m volt és 50-90 másodperc alatt tudott eddig a mélységig eljutni.
Meghajtásáról a felszínen két nyolchengeres és két hathengeres, kétütemű Körtling petróleummotor, a víz alatt két Siemens-Schückert kettős működésű elektromotor és további kettő elektromotor gondoskodott.
A petróleummotorok teljesítménye 1000 le, az elektromotorok teljesítménye 1160 le volt, amikkel a felszínen 14,2 csomó, víz alatt 8,1 csomó volt a csúcssebessége.
A tengeralattjáró orrában és tatjában két-két torpedóvetőcsővel rendelkezett és hat torpedót tudott magával vinni. A háború előtti fegyverzetéhez tartozott még egy géppuska, ami mellé a háború kitörésekor kapott egy 3,7 cm űrméretű Hotchkiss gépágyút is. 1915-ben egy 5 cm-es löveget is kapott ezek mellé. Az 1916-os modernizálásakor két aknarakó sínt is kapott és 12 akna szállítására lett alkalmas. Az aknarakó felszereléseit 1916 decemberében eltávolították. A hajón 4 tiszt és 31 sorállományú teljesített szolgálatot.

## Szolgálata
Az U 9-et az osztályának első egységeként 1908. július 15-én rendelték meg és a Kaiserliche Werft Danzigban lévő hajógyára építette meg. A vízrebocsátására 1910. február 22-én került sor és 1910. április 18-án adták át az elkészült hajót a haditengerészetnek. 1914. július 16-án az U 9 volt az első tengeralattjáró, melynek legénységének sikerült alámerült állapotban újratöltenie a torpedóvető csöveket.

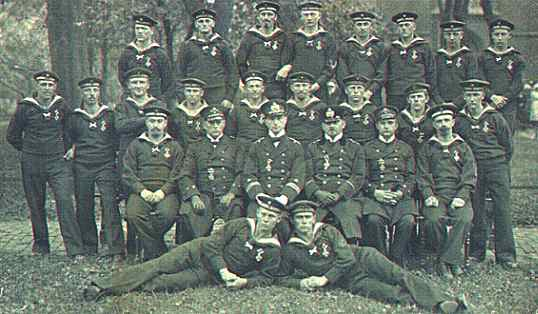
Az U 9 frissen kitüntetett legénysége
(az ülő sorban balról a harmadik Weddigen)

Az első világháború kitörésekor, 1914. augusztus 1-én új parancsnokot kapott Otto Weddigen sorhajóhadnagy személyében. A tengeralattjáró vele érte el a legnagyobb sikerét a második bevetése alkalmával, 1914. szeptember 22-én (Lásd: 1914. szeptember 22-ei ütközet). Eredetileg Angliából Franciaországba tartó csapatszállító hajók ellen küldték ki a La Manche irányába, de út közben a rombolók biztosítása nélkül hajózó brit 7. cirkálóraj három óvatlanul haladó páncélos cirkálóját észlelte és támadást intézett ellenük. Mintegy 90 perc leforgása alatt mind a hármat (Aboukirt, Hogue, Cressy) elsüllyesztette a hat torpedójának felhasználásával Hoek van Hollandtól 50 km távolságra északra. Ezt tartják minden idők egyik legsikeresebb tengeralattjáró-akciójának. A brit admiralitás berkein belül eddig a tengeralattjárókat egyszerű játékszereknek tekintették, de ezután már senki nem volt ilyen véleménnyel róluk. A brit hajók legénységéből 1459 fő életét veszítette, 837 hajótöröttet az arra járó holland és brit kereskedelmi hajók mentettek ki. 
A következő bevetése alkalmával október 15-én Aberdeen előtt a brit Hawke védett cirkálót süllyesztette el. Ezúttal magát a tengeralattjárót is kitüntették olyan formában, hogy tornyán egy felfestett Vaskeresztet viselhetett. Ebben a megtiszteltetésben egyedül az Emden II könnyűcirkáló (kiscirkáló) részesült, mely elődjének, az Emdennek az Indiai-óceánon nyújtott teljesítménye után viselhette az orrára festett Vaskeresztet.
1915. január 12-én Otto Weddigent az eddigi első őrtiszt, Johannes Spieß váltotta a tengeralattjáró parancsnokaként, akivel a tengeralattjáró 10 kisebb halászhajót és két gőzhajót süllyesztett el az Északi-tengeren május első napjaiban. 1915. július 7-ével áthelyezték a Balti-tengerre, ahol aknarakóvá építették át. Az U 9 augusztus folyamán már itt, a Worms sziget közelében süllyesztette el a brit Serbino gőzhajót torpedóval. 1915. november 5-én egy orosz aknakeresőt süllyesztett el, ami az ötödik hadihajó volt, amit megsemmisített. Spieß a tengeralattjárót 1916. április 19-ig parancsnokolta. Ezután iskolahajóként alkalmazták Kielben a háború végéig. A háború végén, 1918. november 26-án Nagy-Britanniának adták át és 1919-ben a Lancaschire-beli Morecambe-ben lebontották.
Szolgálata alatt az U 9 hét bevetést teljesített és ezek során öt hadihajót (44 174 t vízkiszorítással) és 13 kereskedelmi hajót (8636 BRT hajótérrel) süllyesztett el. Az első világháború alatt egyetlen más tengeralattjáró sem süllyesztett el ilyen sok hadihajót.

## AzU9sikerei

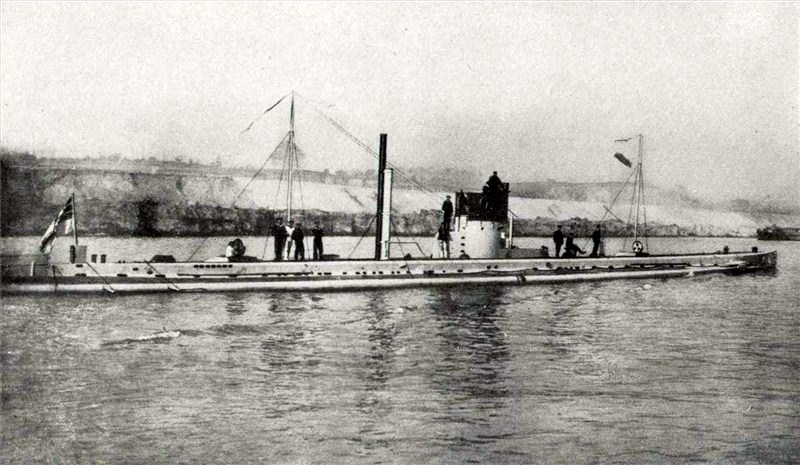
Az U 9 bevetésre indul

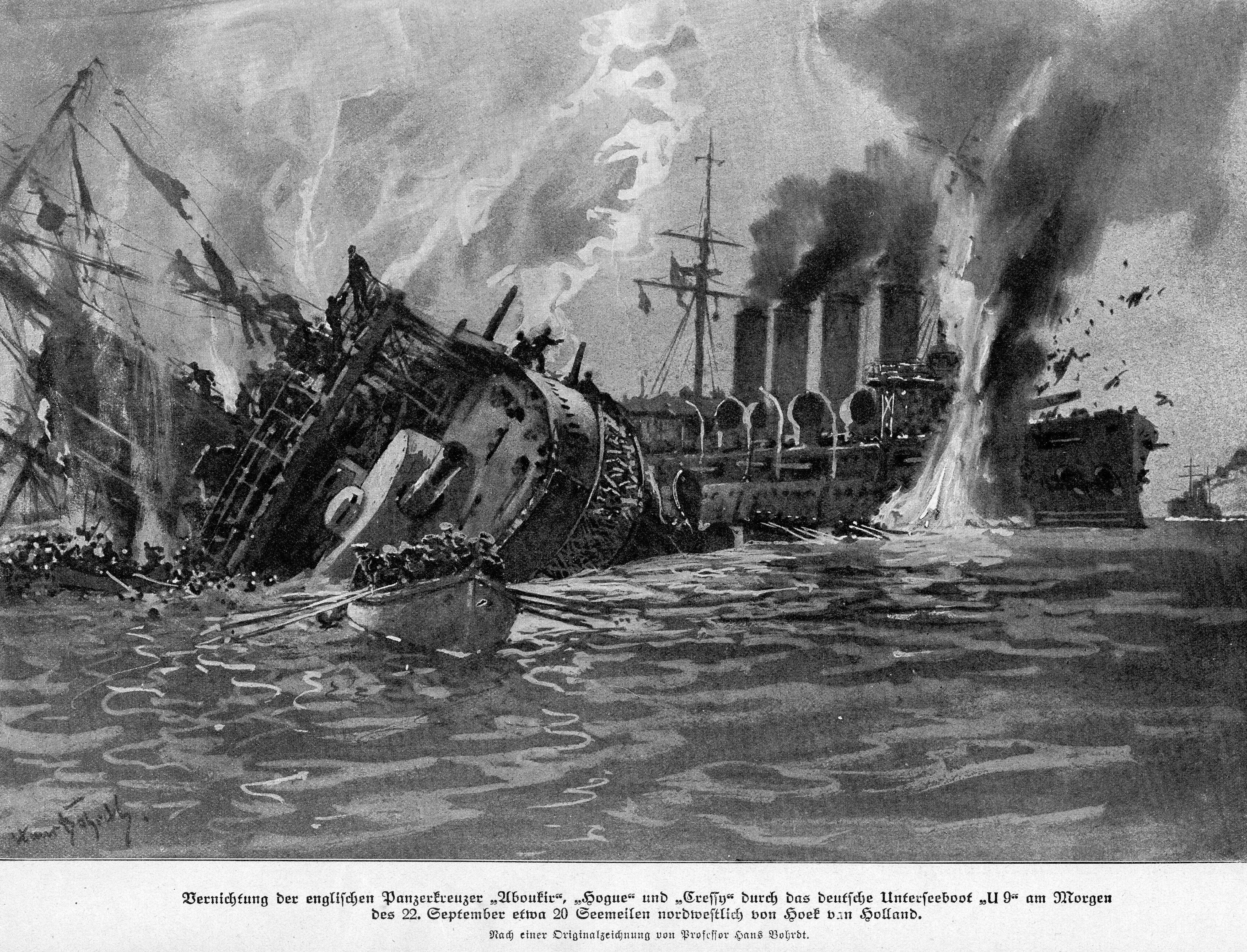
A Cressy, Houge és Aboukir páncélos cirkálók elsüllyesztése az U 9 által (Hans Bohrdt rajza)

| Időpont              | Hajónév          | Hovatartozás | BRT / t  | Eredmény      |
| -------------------- | ---------------- | ------------ | -------- | ------------- |
| 1914. szeptember 22. | Aboukir          |              | 12 000 t | elsüllyesztve |
| 1914. szeptember 22. | Hogue            |              | 12 000 t | elsüllyesztve |
| 1914. szeptember 22. | Cressy           |              | 12 000 t | elsüllyesztve |
| 1914. október 15.    | Hawke            |              | 7350 t   | elsüllyesztve |
| 1915. május 3.       | Bob White        |              | 191 BRT  | elsüllyesztve |
| 1915. május 3.       | Coquet           |              | 176 BRT  | elsüllyesztve |
| 1915. május 3.       | Hector           |              | 179 BRT  | elsüllyesztve |
| 1915. május 3.       | Hero             |              | 173 BRT  | elsüllyesztve |
| 1915. május 3.       | Iolanthe         |              | 179 BRT  | elsüllyesztve |
| 1915. május 3.       | Northward Ho     |              | 180 BRT  | elsüllyesztve |
| 1915. május 3.       | Progress         |              | 273 BRT  | elsüllyesztve |
| 1915. május 4.       | Rugby            |              | 205 BRT  | elsüllyesztve |
| 1915. május 5.       | Straton          |              | 198 BRT  | elsüllyesztve |
| 1915. május 6.       | Merrie Islington |              | 147 BRT  | elsüllyesztve |
| 1915. május 8.       | Don              |              | 939 BRT  | elsüllyesztve |
| 1915. május 8.       | Queen Wilhelmina |              | 3590 BRT | elsüllyesztve |
| 1915. augusztus 16.  | Serbino          |              | 2205 BRT | elsüllyesztve |
| 1915. november 5.    | Dagö (n.4)       |              | 1080 t   | elsüllyesztve |

Az U 9 által elsüllyesztett brit cirkálók
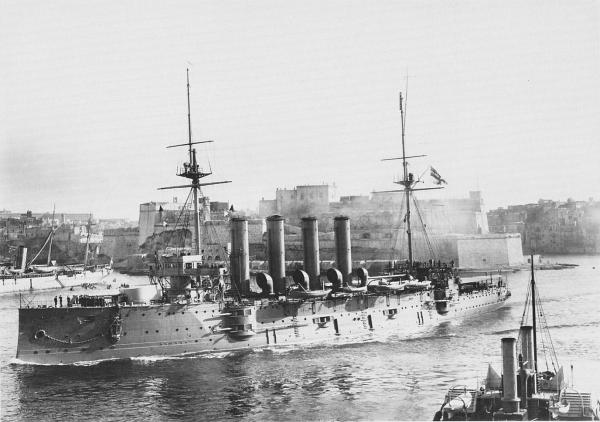
Aboukir
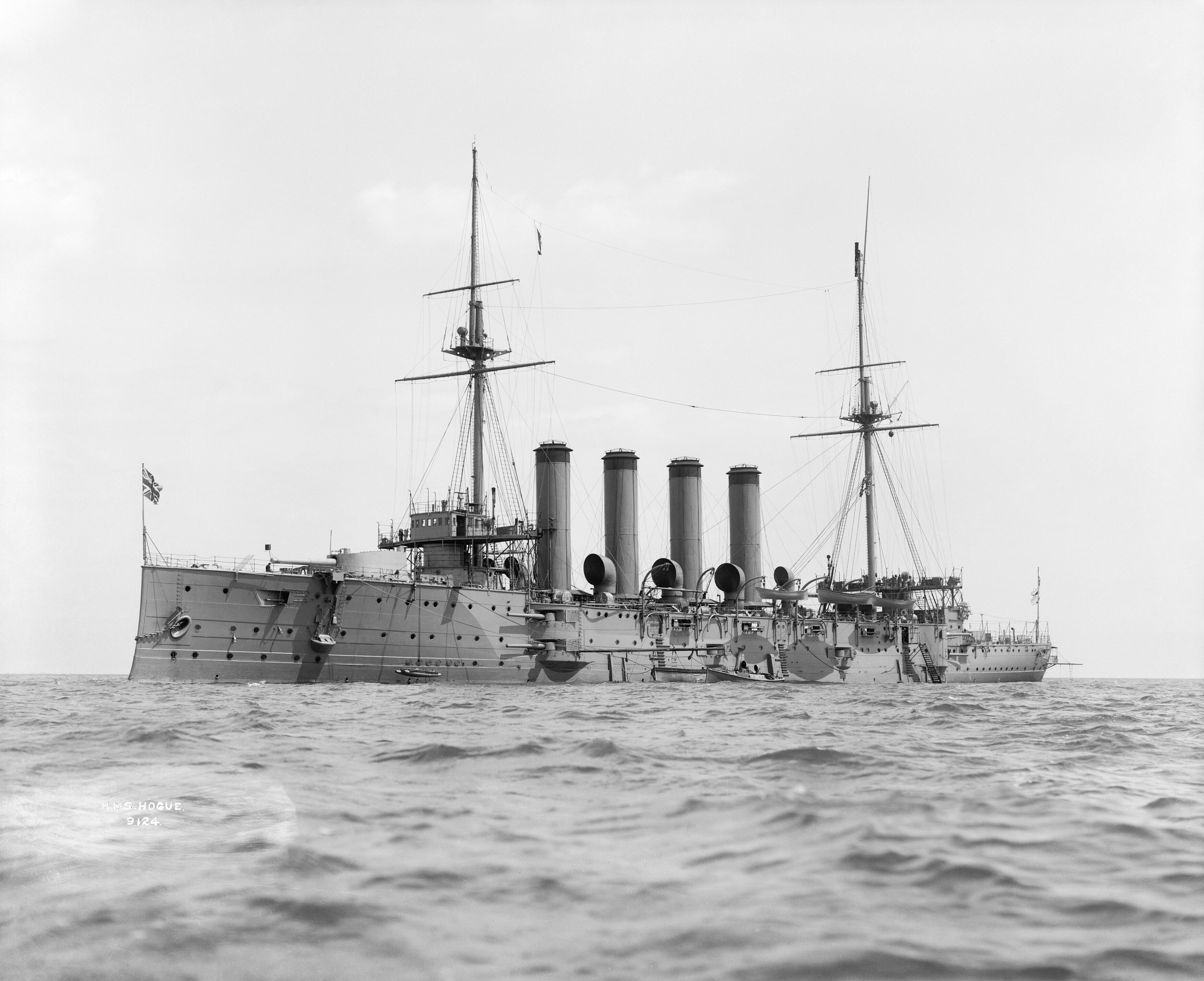
Hogue
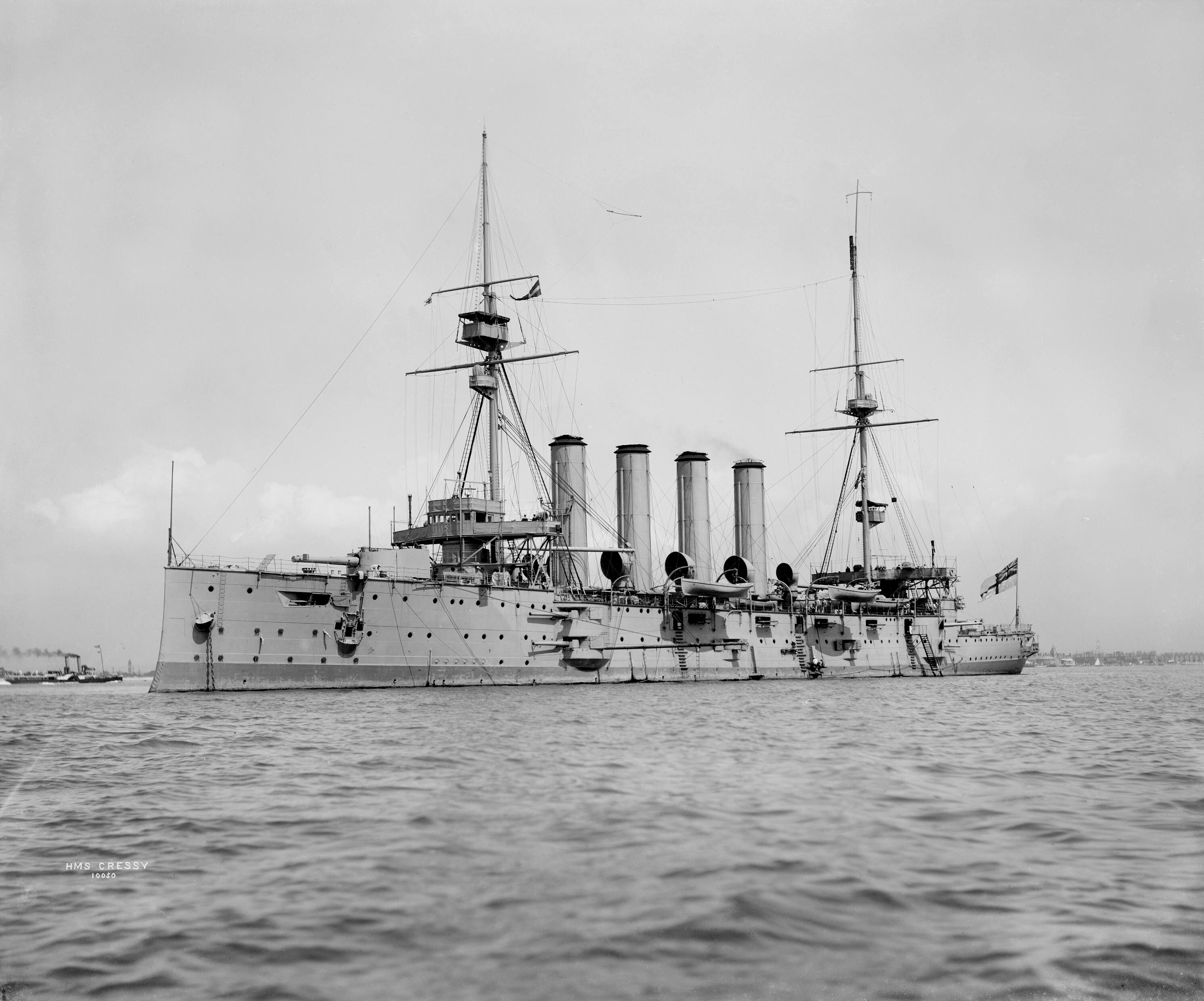
Cressy
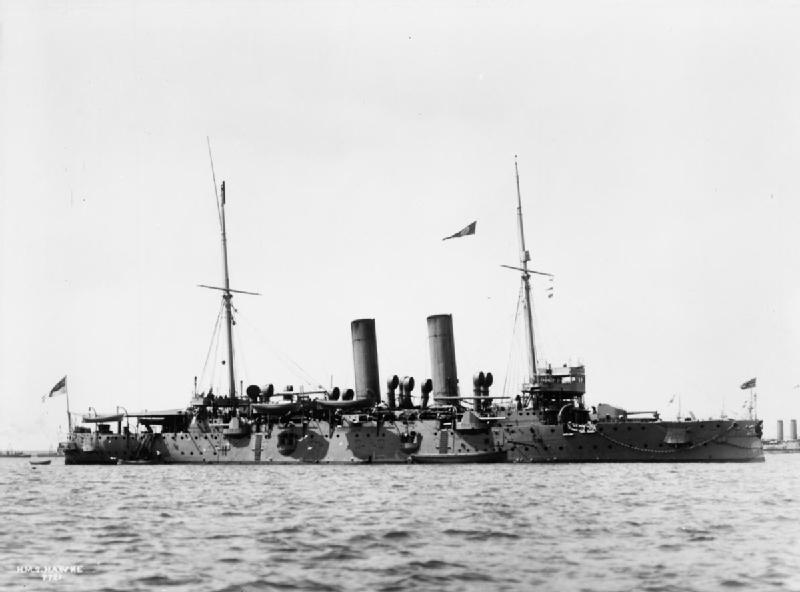
Hawke

## Fordítás
- Ez a szócikk részben vagy egészben  a   SM U 9 című német Wikipédia-szócikk ezen változatának fordításán alapul.  Az eredeti cikk szerkesztőit annak laptörténete sorolja fel. Ez a jelzés csupán a megfogalmazás eredetét és a szerzői jogokat jelzi, nem szolgál a cikkben szereplő információk forrásmegjelöléseként.
- Ez a szócikk részben vagy egészben  a   SM U-9 című angol Wikipédia-szócikk ezen változatának fordításán alapul.  Az eredeti cikk szerkesztőit annak laptörténete sorolja fel. Ez a jelzés csupán a megfogalmazás eredetét és a szerzői jogokat jelzi, nem szolgál a cikkben szereplő információk forrásmegjelöléseként.

## Linkek
- Az U 9 az Uboat.net oldalon (angol)
- Loss of HMS Aboukir, Hogue and Cressy (angol)